# 1734 en philosophie
Chronologie de la philosophie
- 1730
- 1731
- 1732
- 1733
- 1734
- 1735
- 1736
- 1737
- 1738

L’année 1734 a été marquée, en philosophie, par les événements suivants :

## Publications
- Fénelon :  Examen de la conscience d'un roi (pour le duc de Bourgogne), imprimé seulement en 1734 ;

## Naissances
- 23 octobre à Genève : Antoine-Jacques Roustan, mort le 15 juin 1808 à Genève, est un pasteur et philosophe genevois, qui a entretenu une correspondance nourrie avec Jean-Jacques Rousseau. À la différence de celui-ci, il pensait qu'une république chrétienne était réalisable, la religion chrétienne étant à ses yeux compatible avec le patriotisme ou le républicanisme[1].

## Décès
- 22 juin à Paris :  Edme Pourchot[2] (en latin Purchotius), né à Poilly-sur-Tholon, près d'Auxerre[3], en septembre 1651, fut un professeur de philosophie de l'Université de Paris, dont l'enseignement eut une grande influence et suscita la controverse en mêlant des éléments de cartésianisme aux conceptions scholastiques traditionnelles.